# Fußball-Oberliga 2002/03
Die Saison 2002/03 der Oberliga war die neunte Saison der Oberliga als vierthöchste Spielklasse im Fußball in Deutschland nach Einführung der zunächst viergleisigen – später drei- und zweigleisigen – Regionalliga als dritthöchste Spielklasse zur Saison 1994/95.

## Oberligen
- Oberliga Baden-Württemberg 2002/03
- Bayernliga 2002/03
- Oberliga Hessen 2002/03
- Oberliga Nord 2002/03 in zwei Staffeln (Niedersachsen/Bremen und Hamburg/Schleswig-Holstein)
- Oberliga Nordost 2002/03 in zwei Staffeln (Nord und Süd)
- Oberliga Nordrhein 2002/03
- Oberliga Südwest 2002/03
- Oberliga Westfalen 2002/03

## Aufstieg zur Regionalliga Nord

### Oberliga Nord
Der Tabellenerste der Staffel Niedersachsen/Bremen, Kickers Emden, und der Tabellenzweite der Staffel Hamburg/Schleswig-Holstein, VfR Neumünster, spielten nach Beendigung der Saison in zwei Spielen den Aufsteiger in die Regionalliga aus. Das Hinspiel in Neumünster gewann Emden mit 2:1, ehe Neumünster das Rückspiel in Emden mit 3:2 gewann und sich über die Auswärtstorregel den Regionalliga-Aufstieg sicherte.
Die Amateure des FC St. Pauli waren als Sieger der Staffel Hamburg/Schleswig-Holstein nicht dazu berechtigt in die Regionalliga aufzusteigen, da die erste Mannschaft in die Regionalliga abgestiegen war. Dadurch war Neumünster nachgerückt.
|                | Gesamt    |               | Hinspiel (29.5.) | Rückspiel (1.6.) |
| -------------- | --------- | ------------- | ---------------- | ---------------- |
| VfR Neumünster | (a)4:4(a) | Kickers Emden | 1:2 (0:1)        | 3:2 (1:0)        |

### Oberliga Nordost
Die Tabellenersten der Staffeln Nord, FC Schönberg 95, und Süd, FC Sachsen Leipzig, spielten nach Beendigung der Saison in zwei Spielen den Aufsteiger in die Regionalliga aus. Sowohl das Hinspiel in Schönberg als auch das Rückspiel gewann Leipzig mit 2:0 und 1:0, wodurch die Sachsen in die Regionalliga aufstiegen.
|                 | Gesamt |                    | Hinspiel (29.5.) | Rückspiel (1.6.) |
| --------------- | ------ | ------------------ | ---------------- | ---------------- |
| FC Schönberg 95 | 0:3    | FC Sachsen Leipzig | 0:2 (0:1)        | 0:1 (0:0)        |